# Tical
Tical es el álbum solista debut de Method Man, rapero norteamericano miembro de Wu-Tang Clan, lanzado el 15 de noviembre de 1994 a través de la productora Def Jam. Fue el primer álbum solista después del debut del grupo, Enter the Wu-Tang (36 Chambers). Similar a todos los proyectos solistas de Wu-Tang, Tical fue principalmente producido por el miembro RZA, quien proveyó un sonido más oscuro y áspero. El álbum presenta apariciones de RZA, Raekwon, Inspectah Deck, entre otros afiliados que después aparecerían en futuros proyectos grupales. El título del álbum Tical proviene de un término coloquial en inglés para un cigarrillo de marihuana al cual se le ha añadido algún adulterante, comúnmente un endulzante o una sustancia psicoactiva. El nombre del álbum también puede ser un juego de palabras del término Methodical.
Tical fue un éxito comercial, alcanzando el número 4 en el Billboard 200, y el número uno en la lista de los mejores álbumes de R&B y Hip Hop. El 18 de enero de 1995, el álbum recibió una certificación de oro en ventas por la industria de estudios de grabación de América (RIAA por sus siglas en inglés), y el 13 de julio de 1995, fue certificado con platino después de vender un millón de copias. Este éxito fue alcanzado por sus dos singles, «Bring the Pain» y «I'll Be There for You/You're All I Need to Get By». El álbum desde entonces ha sido clasificado por varios críticos como un álbum clásico de hip hop. Su éxito ha sido relacionado como una pieza mayor en el renacimiento de la cultura hip hop en la Costa Este.

## Lista de canciones
| #  | Título                     | Productores      | Episodios                                                     | Longitud |
| -- | -------------------------- | ---------------- | ------------------------------------------------------------- | -------- |
| 1  | "Tical"                    | RZA              |                                                               | 3:56     |
| 2  | "Biscuits"                 | RZA              |                                                               | 2:49     |
| 3  | "Bring the Pain"           | RZA              |                                                               | 3:09     |
| 4  | "All I Need"               | RZA              |                                                               | 3:16     |
| 5  | "What the Blood Clot"      | RZA              |                                                               | 3:24     |
| 6  | "Meth vs. Chef"            | RZA              | Raekwon                                                       | 3:36     |
| 7  | "Sub Crazy"                | RZA 4th Disciple |                                                               | 2:15     |
| 8  | "Release Yo' Delf"         | RZA              | Blue Raspberry                                                | 4:15     |
| 9  | "P.L.O. Style"             | RZA Method Man   | Carlton Fisk                                                  | 2:36     |
| 10 | "I Get My Thang in Action" | RZA              |                                                               | 3:45     |
| 11 | "Mr. Sandman"              | RZA              | Blue Raspberry, RZA, Inspectah Deck, Streetlife, Carlton Fisk | 3:37     |
| 12 | "Stimulation"              | RZA              | Blue Raspberry                                                | 3:46     |
| 13 | "Method Man (Skunk Mix)"   | RZA              |                                                               | 3:16     |

- Datos: Q1065897